# Lummen
Die Lummen (Uria) sind eine zwei Arten umfassende Vogelgattung, die zu den Alkenvögeln (Alcidae) gehört.
Die Lummen sind Meeresvögel, die auf der Nordhalbkugel weit verbreitet sind. Nur zur Brutzeit halten sie sich an den Küsten auf.

## Aussehen
Beide Arten, die Trottellumme (Uria aalge) und die Dickschnabellumme (Uria lomvia), sind 38–46 cm groß und etwa 1 kg schwer. Nach dem Mitte des 19. Jahrhunderts ausgerotteten Riesenalk (Pinguinus impennis) sind sie die größten Alkenvögel.
Lummen sind oberseits schwarz und unterseits weiß gefärbt. Im Winterkleid dehnt sich die weiße Färbung auch auf die im Brutkleid schwarze Kehle aus. Der Schnabel ist einheitlich schwarz gefärbt. Bei der Trottellumme gibt es eine Farbvariante, die Ringellumme, mit einem weißen Augenring, von dem sich ein gebogener weißer Streifen ein Stück halsabwärts zieht.

## Verbreitung
Das Brutgebiet der Trottellumme erstreckt sich über die Küsten des Nordatlantik und Nordpazifik sowie über die angrenzenden Eismeerküsten. Das Verbreitungsgebiet reicht nach Süden im atlantischen Gebiet bis zu den Britischen Inseln und nach Portugal, im Pazifik bis nach Korea, Nordjapan und Kalifornien. Die Trottellumme brütet auch auf Helgoland, wo sie auf dem so genannten „Lummenfelsen“ lebt.
Dickschnabellummen brüten weiter nördlich in den arktischen Gewässern; ihre südlichsten Vorkommen liegen bei Island, Neufundland, Sachalin, bei den Kurilen und den Aleuten in Alaskas.

## Fortpflanzung

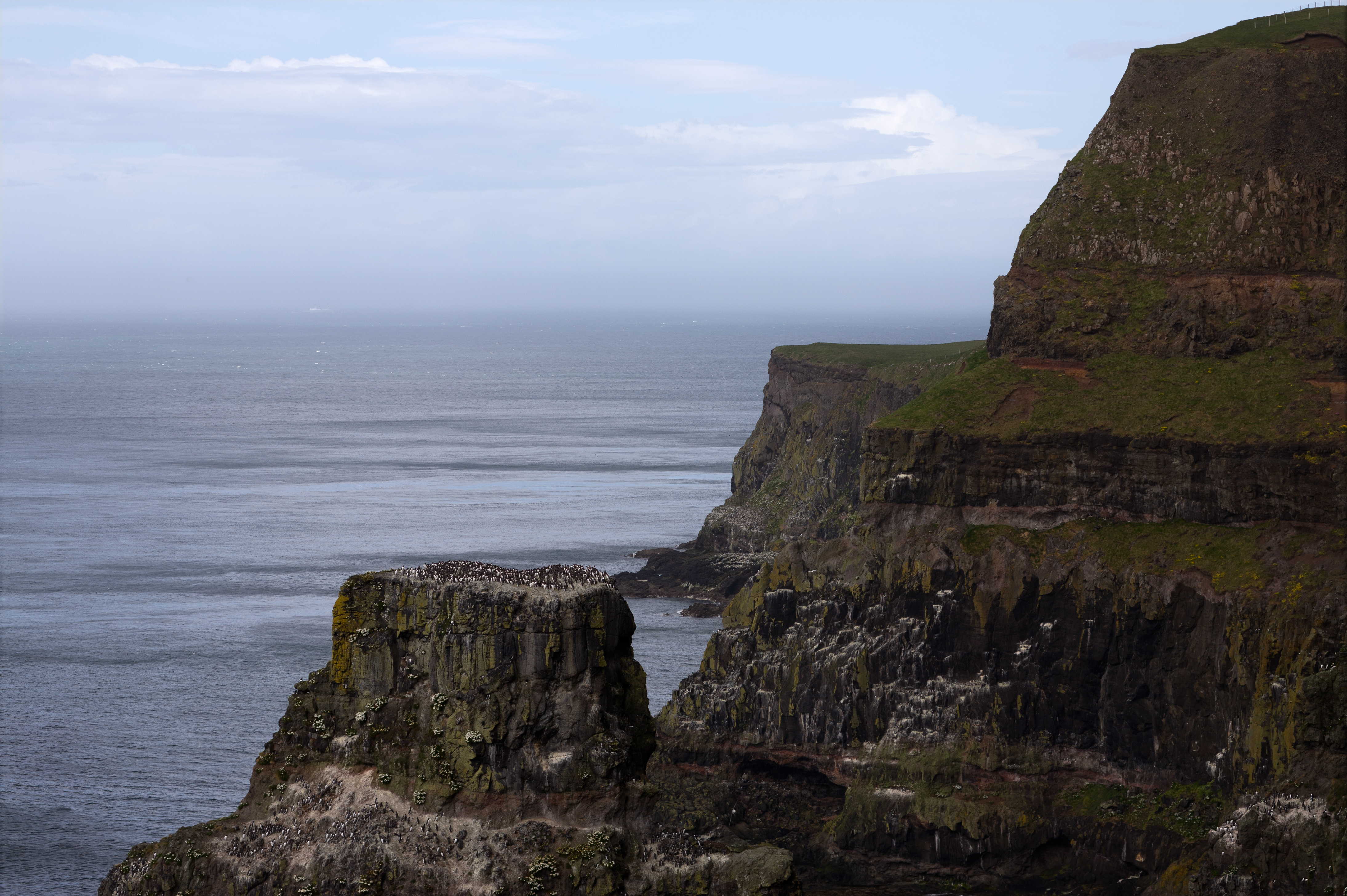
Brutkolonie an der Steilküste der Insel Rathlin, Nordirland

Lummen brüten kolonieweise auf Felssimsen und Klippen an unzugänglichen Steilküsten. Das Weibchen legt nur ein Ei direkt auf den Felsenuntergrund. Während der Bebrütung liegen die Eier auf den Schwimmhäuten der Altvögel. Die birnenförmigen, individuell gezeichneten Eier sind 8,1 × 5 cm groß. Aufgrund seiner Form rollt das Lummenei nur schlecht, was auf den oft schmalen Felsbändern vorteilhaft ist.
Noch im Daunenkleid wagen die flugunfähigen, drei Wochen alten Küken der Trottellumme den Sprung in das bis zu 40 Meter tief unter ihnen liegende Meer. Dort werden sie von den Eltern (meist dem Vater) weiter gefüttert, bis sie flugfähig sind.
Dieses ungewöhnliche Verhalten hat sich entwickelt, da die erwachsenen Tiere recht schwer sind und verhältnismäßig kleine Flügel haben. So können sie nicht viel Nahrung für die Jungvögel im Flug transportieren. Sobald die Jungvögel größer werden und mehr Nahrung brauchen als die Eltern fliegend heranschaffen können, kommt es zum so genannten Lummensprung. Diese Verhaltensanpassung gleicht also den physischen Nachteil aus, der sich durch die relativ schlechte Flugfähigkeit der Erwachsenen für die Jungen-Aufzucht ergibt.
Den Lummensprung kann man beispielsweise im Sommer auf Helgoland beobachten.

## Arten
- Lummen (Uria)
  - Trottellumme (U. aalge)
  - Dickschnabellumme (U. lomvia)

## Stammesgeschichte
Morphologische wie auch genetische Untersuchungen ergaben eine enge Verwandtschaft der Lummen (Uria) mit der Gattung Alca, deren einziger heute lebende Vertreter der Tordalk ist. Während es zahlreiche fossile Funde der Gattung Alca im Bereich des Atlantiks gibt, sind nur zwei fossile Belege für Lummen, nämlich Uria affinis aus dem Pleistozän von Maine und Uria ausonii aus dem Pliozän Italiens bekannt. (Letztere Art wird von einigen Autoren allerdings der Gattung Alca zugeordnet.) Ferner gibt es lediglich zwei weitere fossile Uria-Funde, nämlich: Uria brodkorbi und Uria paleohesperis aus dem Miozän bzw. der Miozän/Pleistozän-Grenze Kaliforniens. Nach Warheit führt die geographische Verteilung dieser Funde auf die Hypothese, dass sich die Gattung Uria im Pazifik entwickelte und sich zwischen dem frühen Pliozän und dem Pleistozän über die Arktische See in den Atlantik ausbreitete. Olsen und Rasmussen führen die Abwesenheit von Uria im Atlantik bis zum späten Pleistozän auf eine Wettbewerbssituation mit Alca zurück. Uria-Vertreter konnten erst dann im Atlantik Fuß fassen, als entsprechende Nischen entstanden.